# 志賀紅音
志賀 紅音（しが あかね、2001年3月3日 - ）は、日本の女子アイスホッケー選手である。

## 経歴・人物
- 北海道帯広市出身。帯広市立稲田小学校→帯広市立南町中学校→北海道帯広三条高等学校→北海道文教大学人間科学部健康栄養学科卒業[1]。
- 幼稚園児時代からスケートに親しんでいたが、小学校1年の時に姉（志賀葵）がアイスホッケーを始めたのに合わせて自らもアイスホッケーを始める[2]。
- 中学校入学と同時に地元の帯広レディースに入団し、中学生年代からトップリーグの試合に出場、中学校2年次でアイスホッケー女子日本代表の選手選抜合宿に飛び級招集されるなど早くから頭角を現す[3]。
- 2018年平昌オリンピックでは姉妹で代表候補となったが、姉のみがオリンピック代表に選出された[3]。
- 北海道帯広三条高等学校時代にはU-18日本女子代表に選出され、2017/18シーズンのU-18女子世界選手権Division.IA（イタリア・アジアーゴに中心選手として出場、大会で優勝し、世界選手権Top Divisionへの昇格に貢献した[4]。
- フル代表には2019年女子アイスホッケー世界選手権から本格的に招集されるようになり[5]、2022年北京オリンピックでは姉と共に出場メンバーに選出された[6]。北京オリンピックではグループリーグのデンマーク戦、準々決勝のフィンランド戦でそれぞれゴールを記録するなどチームの躍進に尽力した[7]。
- 北海道文教大学在学中に女子日本アイスホッケーリーグの「トヨタシグナス」でプレーし、大学卒業後の2023年にデンソー北海道に入社した後も同チームに在籍[2]。
- 2024年1月には北米大陸を中心に活動するプロリーグであるプロフェッショナル・ウイメンズ・ホッケーリーグ（英語版）にチャレンジし、カナダのオタワ・チャージ（英語版）に加入して1シーズンプレーした[8]。
- 2024年からはスウェーデン女子プロリーグの名門であるルーレオへ移籍し、プレーしている[9][2]。
- 2025年4月の2025年IIHF女子アイスホッケー世界選手権（英語版）で日本代表として出場し、エースアタッカーの期待を背負うもグループリーグ最終戦のドイツ戦の試合中に負傷退場した[10]。